# SBB Be 4/6 12303–12342
Die Be 4/6 der Serienausführung wurde als Schnellzuglokomotive für den Betrieb auf der Gotthardbahn gebaut. Konzeptionell war sie eine Drehgestelllokomotive und entsprach im mechanischen Teil weitgehend der Probelokomotive Fb 2x2/3 11302. Anders als diese wurde sie dann auch tatsächlich längere Zeit am Gotthard eingesetzt.

## Vorgeschichte
Im November 1913 wurde vom Verwaltungsrat der SBB die Elektrifizierung der Gotthardstrecke von Erstfeld bis Biasca beschlossen. Mit Ausbruch des Ersten Weltkrieges waren die SBB zu immer grösseren Fahrplaneinschränkungen wegen der Kohleknappheit gezwungen. Dies führte so weit, dass im Herbst 1918 an Sonntagen mit Ausnahme der Milchzüge keine Züge mehr fuhren.
Neben anderen Strecken wurde deshalb forciert auch die Gotthardstrecke für den elektrischen Betrieb hergerichtet. Diese Elektrifizierung war im Jahr 1920 abgeschlossen.
Für den Betrieb benötigten die SBB dringend Personen- und Güterzuglokomotiven.
Da sehr schnell erkannt wurde, dass die Ablieferung der vier im Bau befindlichen Probelokomotiven Fb 3/5 11201, Fb 2x2/3 11301, Fb 2x2/3 11302 und Fc 2x3/4 nicht abgewartet werden konnte, bestellten die SBB im Mai 1918 bei SLM und BBC aufgrund einer Beurteilung der eingereichten Konstruktionsentwürfe für die Probelokomotiven die Be 4/6 12303–12312 für den Personenzugbetrieb.
Bereits im Juli des gleichen Jahres erfolgte die Nachfolgebestellung der Nummern 12313–12342. Ein wichtiges Kriterium für die Bestellung war eine gleichmässige Verteilung der Lieferung von Personen- und Güterzuglokomotiven auf die einzelnen Firmen (s. dazu auch Ce 6/8II).

## Pflichtenheft
Die SBB verlangten von der Industrie die Erfüllung des nachfolgenden Pflichtenheftes:
- Höchstgeschwindigkeit 75 km/h
- Beförderung von 300 t Anhängelast auf 26 ‰ Steigung bei 50 km/h
- Sicheres Anfahren auf 26 ‰ Steigung und Beschleunigen derselben Last auf 50 km/h in 4 Minuten
- drei Hin- und Rückfahrten Luzern–Chiasso innerhalb 24 Stunden (1'360 km) bei je 15 Minuten Aufenthalt in den Endbahnhöfen.

Die letztgenannte Bedingung zeigt deutlich, mit welcher Steigerung der Ausnutzung der Lokomotiven die SBB gegenüber dem Dampfbetrieb rechneten.
Am 23. und 24. September 1922 fanden mit der Nummer 12328 Messfahrten statt, um die Bedingungen des Pflichtenheftes in der Praxis zu prüfen. Der Versuchszug mit einem Gewicht von 302 t wurde dabei während 25 Stunden dreimal von Luzern nach Chiasso und zurück gefahren. Nach der zweiten Rückfahrt wurde in Luzern ein einstündiger Halt zur genauen Kontrolle und Nachschmierung eingelegt. Die durchschnittliche Geschwindigkeit betrug dabei bei einer reinen Fahrzeit von 21 Stunden und 51 Minuten 62 km/h, was für damalige Verhältnisse beachtlich war. Auf den 26 ‰-Rampen wurden dabei 55–60 km/h erreicht. Bei einem Anfahrversuch konnte der Messzug schon in 2½ anstatt 4 Minuten die verlangte Geschwindigkeit erreichen. Die zulässigen Temperaturen wurden während der ganzen Versuchsphase nie überschritten.

## Auftragsvergabe und Projektierung
Der Auftrag für die Personenzuglokomotive wurde an SLM und BBC erteilt. Während die SLM für das Laufwerk und Wagenkasten verantwortlich war, stammte die elektrische Ausrüstung von der BBC.

SLM-Baujahr und SLM-Fabriknummer (Betriebsnummer);
1919; 2660-2670 (12303-12312)
1920; 2706-2711 (12313-12318)
1920; 2761-2770 (12319-12328)
1922; 2806-2819 (12329-12342)

## Inbetriebnahme
Die erste Lokomotive (12303) wurde am 1. Februar 1920 durch die SBB abgenommen, die letzte am 9. April 1923 (12342).

## Technik

### Der mechanische Teil
Die Technik wurde weitgehend von der Probelokomotive Fb 2x2/3 11302 übernommen.

#### Fahrwerk

Drehgestell der Be 4/6 12307

Das Fahrwerk bestand aus zwei Drehgestellen. In jedem Drehgestell befanden sich zwei Triebachsen, eine als Bisselachse ausgebildete Laufachse und eine Vorgelegewelle. Die Laufachsen hatten ein Seitenspiel von 2 × 70 mm gegenüber dem Drehgestellrahmen.

#### Zugkraftübertragung
Die Übertragung der Zug- und Stosskräfte erfolgte von den Triebachsen auf die zwei Drehgestelle. Von dort wurden die Kräfte aussen auf die Zughaken und Puffer weitergeleitet. Innen waren die Drehgestelle für die Zug- und Druckkraftübertragung über eine so genannte Kurzkupplung verbunden. Der Lokomotivkasten war an der Übertragung der Kräfte nicht beteiligt.

#### Antrieb
Im Drehgestellrahmen waren zwei Fahrmotoren gelagert. Diese zwei Motoren trieben über beidseitig gefederte Ritzel die Grosszahnräder einer Blindwelle an. Auf die Verwendung der aufwändigen Schlitztreibstangen wurde verzichtet, da sich diese Antriebstechnik als sehr wartungsaufwendig erwies. Von der Blindwelle wurde über eine Triebstange direkt die jeweils äussere Triebachse des Drehgestells angetrieben. Ein Zapfen auf der inneren Seite dieser Triebstange trieb über eine zweite Triebstange die innere Triebachse an. Durch den grösseren Durchmesser der Triebachsen lagen die Achsen mit der Welle des Vorgeleges in einer Ebene, sodass die Pfeilung der Stangen, wie bei der Fb 2x2/3 11302 hier nicht vorlag.
Im Betrieb war diese Konstruktion mit Einzelantrieb (vgl. SBB Ae 3/6 I und SBB Ae 4/7) wesentlich unruhiger und kam deshalb, anders als die Schlitztreibstangen, für höhere Geschwindigkeiten nicht zur Anwendung.
Die Getriebeübersetzung betrug bei Nummern 12303–12312 1:3.5, bei den nachfolgenden Lokomotiven 1:3.2.

#### Lokomotivkasten
Der Lokomotivkasten bestand aus einer durchgehenden Brücke mit aufgeschraubten Kastenteilen ohne Vorbauten. Er war auf beiden Drehgestellen nur abgestützt. Zug- und Druckkräfte wurden von ihm nicht übernommen.

#### Bremsanlage
Die automatische Westinghouse-Bremse und die Regulierbremse wirkten pro Drehgestell auf die Triebachsen. Die Laufachsen waren ungebremst. Jeder Führerstand hatte eine Handbremse, die auf das jeweilige Drehgestell wirkte.

### Der elektrische Teil
Auch elektrisch wurde die Technik weitgehend von der Probelokomotive Fb 2x2/3 11302 übernommen.
Die erste Serie 12303–12312 wurde unter Zeitdruck gebaut. Auf den Einbau einer elektrischen Bremse wurde deshalb verzichtet. Elemente der Probelokomotive Fb 2x2/3 11302 wurden in fast unveränderter Form übernommen. Dies galt insbesondere für die Fahrmotoren und für die Wendeschalter.
Die Lokomotive 12313 und alle weiteren wurde mit stärkeren Fahrmotoren ausgerüstet. Die Umschaltmöglichkeit auf 7'500 V wurde ab der Lokomotive 12329 nicht mehr eingebaut. Diese musste zuvor vorgesehen werden, da die Gotthardbahn wegen befürchteter Überschläge durch Verrussung der Isolatoren wegen des immer noch vorhandenen Dampfbetriebes vorerst nur mit 7'500 V, 16 ⅔ Hz anstatt 15'000 V, 16 ⅔ Hz betrieben wurde.
Ab der Nummer 12313 wurde eine elektrische Widerstandsbremse eingebaut. Die Fahrmotoren wirkten dabei als Einphasengeneratoren. Die Bremsenergie wurde dabei in Widerständen vernichtet. Diese waren, wie auch die Wendepolshunts zwecks Kühlung auf dem Dach des Lokomotivkastens angeordnet. Die Schutzhauben dieser Einrichtung prägten wesentlich das Erscheinungsbild der Lokomotiven. Zur Erregung der Fahrmotoren war ein Bremstransformator installiert, der seine Leistung über den Stufenschalter vom Haupttransformator bezog. Die Wendeschalter waren deshalb wesentlich komplizierter als bei den Nummern 12303–12312. Die Wirkung der verwendeten elektrischen Bremse ist mit modernen Anwendungen nicht vergleichbar. Die Anwendung war auch verhältnismässig kompliziert. Zuerst musste der Stufenschalter auf die Stellung „0“ zurücklaufen. Anschliessend konnte der Wendeschalter auf „Bremsen“ umgestellt werden. Erst dann konnte im Bremsbetrieb der Stufenschalter wieder hochgeschaltet werden. Auch die Wirkung der elektrischen Bremse war vergleichsweise gering. Sie reichte knapp aus, um eine allein fahrende Lokomotive bei der Talfahrt auf der Gotthard-Südrampe in Beharrung zu halten.
Da mit den anfänglich verwendeten, einfachen Schleifstücken immer beide Stromabnehmer angehoben sein mussten, wurden zwecks Verminderung der Fahrleitungsbeanspruchung bei den Nummern 12329–12342 die Stromabnehmer an den Kastenenden und die Bremswiderstände innen montiert. Diese Anordnung hatte aber viele Stromabnehmerentgleisungen zur Folge. Deshalb wurden die Stromabnehmer dieser Lokomotiven nach innen, wie bei den Vorgängerinnen, über die Drehpunkte der Drehgestelle und die Bremswiderstände nach aussen verlegt. Die Lokomotiven behielten aber die leicht vorgezogenen Dächer. Die Lokomotiven 12302-12328 wurden in den 1940er Jahren mit kleinen Sonnendächern über den Führerstandsfenstern ausgerüstet.
Die Nummern 12311 und 12312 wurden im Jahre 1921 mit einer Vielfachsteuerung ausgerüstet. Die Einrichtung wurde zwischen Bern und Thun erprobt. Auf eine Umrüstung der anderen Lokomotiven wurde aber verzichtet. Die Einrichtung wurde bei den zwei Lokomotiven wieder ausgebaut.

### Umbauten
Grössere Umbauten sind bei den Be 4/6 nie erfolgt. Es wurden fast nur Anpassungen wegen geänderter Vorschriften oder betrieblicher Vereinfachungen durchgeführt. Dies zeigt, dass die Lokomotivindustrie und ihre Ingenieure ohne praktische Erfahrung eine Lokomotive bauen konnten, die bis in die 1970er Jahre ihre Pflicht erfüllen konnte.
Folgende Änderungen wurden durchgeführt:
- ab 1931 Einbau der Sicherheitssteuerung für einmännige Bedienung
- ab 1935 Ausrüstung mit dem Lichttagessignal. Dabei handelt es sich um eine rote Lampe, die über der mittleren Stirnlampe angeordnet war. Damit konnte die Fahrberechtigung angezeigt werden. Dadurch muss keine rote Scheibe mehr auf die Stirnlampe aufgesetzt werden.
- ab 1937 Einbau der Zugsicherung Signum.
- ab 1950 Entfernen der Heizkabel. Der Anschluss der Zugheizung erfolgte dann nur noch über das Heizkabel des ersten Wagens.
- ab 1953 Ausbau der Umschalter für die Heizspannung, es verblieb nur noch 1000 V.
- ab 1954 Verschweissen der Stirntüren und Entfernen der Übergangsbleche, Verschweissen der Türen auf Führerstandsseite.
- ab 1955 Einbau heizbarer Frontscheiben auf Führerseite.
- ab 1960 Ersatz der Stangenpuffer durch Hülsenpuffer.

Gegen Ende der Laufbahn wurde noch versucht, zwei schwere Nachteile der Be 4/6 zu beheben.
Zur Verbesserung der vertikal schlechten Laufeigenschaften der Lokomotive wurden 1956/57 bei den Lokomotiven 12335, 12338 und 12340 die Abstützungselemente durch Gummielemente ersetzt.
Die Laufeigenschaften wurden aber kaum besser und die Gummiblöcke verformten sich.
Die Lokomotiven wurden daraufhin zurückgebaut.
Mehr Erfolg hatten die Bemühungen, die elektrische Bremse zu verstärken. Im Januar 1956 wurde die Nummer 12316 wie nachfolgend beschrieben durch die Hauptwerkstätte Bellinzona geändert:
- Stärkere Felderregung der Fahrmotoren durch Serie- anstatt Parallelschaltung der Primärwicklungen des Bremstransformators.
- Mechanische Verriegelung der Steuerkontroller, sodass beim Bremsen nur noch bis Stufe 11 geschaltet werden konnte.

Zur Erprobung wurde die Lokomotive vom Depot Zürich aus speziell auf der SOB eingesetzt.
Die Lokomotive 12331 wurde im Jahr 1957 noch weiter umgebaut:
- Gleichstromwiderstandsbremse durch Felderregung vom Bremstransformator über einen fremdbelüfteten Gleichrichter
- Gegencompoundwiderstand, der der gleichgerichteten Erregerspannung und dem Erregerstrom so entgegenwirkte, dass die Bremskraft zwischen 25 km/h und 75 km/h etwa gleich blieb.
- Ersatz der gusseisernen Bremswiderstände durch Bandwiderstände.

Die Variante 12331 brachte zwar eine grosse Steigerung der Bremskraft bis zu kleinen Geschwindigkeiten, war aber kompliziert und wenig zuverlässig. Anlässlich einer Revision R2 wurde die ganze Bremseinrichtung im Sommer 1967 ausgebaut. Die Lokomotive verkehrte nachher bis zur Ausmusterung ohne elektrische Bremse. Auch die Bremswiderstände mit den charakteristischen Abdeckhauben auf dem Dach wurden entfernt.
Die Variante 12316 war zwar weniger leistungsfähig, aber wesentlich einfacher und brauchte einen verhältnismässig kleinen Umbauaufwand. 1960 wurde der Auftrag für die Lokomotiven 12313–12342 (ohne 12331) erteilt und ein Jahr vor der Ausmusterung der ersten Lokomotive abgeschlossen!

## Betriebseinsatz
Zwischen dem 1. Februar und dem 30. Juni 1920 wurde die erste Serie (12303–12312) im Depot Bern in Betrieb genommen. Sie hatten sich zuerst vor Zügen auf der Lötschbergbahn bis Brig zu bewähren. Die Nummern 12303–12307 kamen aber schon im Frühsommer 1920 ins Depot Erstfeld. Von dort wurden sie für Probe- und Instruktionsfahrten auf dem ersten elektrifizierten Abschnitt Erstfeld-Göschenen eingesetzt. Zwischen Oktober und Dezember 1920 folgten ihnen die Lokomotiven 12308–12312.
Zwischen August 1921 und Januar 1922 wurden die Nummern 12303-12307 bereits wieder nach Bern verschoben. 1924 wurde die ganze erste Serie ohne elektrische Bremse (12303–12312) dem Depot Zürich zugeteilt. Mit Ausnahme der 12303, deren Aufenthalt 1929–1947 und 1950–1955 Bern war, blieben alle Lokomotiven dieser ersten Serie bis 1962 in Zürich. Anschliessend wurden sie bis zur Ausmusterung dem Depot Winterthur zugeteilt.
Die Lokomotiven 12313–12316 des zweiten Bauloses wurden vom 12. Januar 1921 bis 19. Juli 1921 nach Bern ausgeliefert und kamen vor Zügen nach Brig zum Einsatz. Bereits im Juli 1921 wurden sie aber nach Erstfeld verschoben.
Die Lokomotiven 12317–12342 wurden zwischen April 1921 und April 1923 direkt an den Gotthard ausgeliefert und auf die Depots Erstfeld und Bellinzona verteilt. Das Depot Luzern erhielt 1924 die Nummern 12313–12340. Im November 1927 kamen einige davon nach Olten. Das Depot Zürich erhielt 1928 und 1929 die Nummern 12313 und 12314.
Interessant sind die ersten Diensteinteilungen der Be 4/6. Bei diesen handelt es sich um die planmässigen Leistungen. Nicht eingerechnet sind hier Bedarfsleistungen, Vorspanndienst, Extra- und Probezüge. Der erste Dienstplan für den elektrischen Betrieb am Gotthard beinhaltete keine Be 4/6. Die Leistungen zwischen Erstfeld und Airolo wurden mit sechs Ce 6/8II und noch einer A 3/5 600 erbracht. Ab 31. Oktober 1920 fuhren dann drei Ce 6/8II und drei Be 4/6 im Plandienst.
Die eingeteilten Leistungen zwischen Erstfeld und Bellinzona waren dann ab dem 1. Juni 1921 wie folgt:
- 3 Be 4/6 Depot Bellinzona
- 3 Ce 6/8 Depot Biasca
- 3 Be 4/6 Depot Erstfeld
- 3 Be 4/6 Depot Erstfeld

Die Aufteilung der Be 4/6 im Sommer 1928 war wie folgt:
| Nummern     | Depots     | eingeteilte Dienste |
| ----------- | ---------- | ------------------- |
| 12303–12313 | Zürich     | 9                   |
| 12314–12318 | Luzern     | 2                   |
| 12319–12324 | Olten      | 4                   |
| 12325–12332 | Bellinzona | 3                   |
| 12333–12342 | Erstfeld   | 6                   |

Nachdem die Zürcher Be 4/6 im Jahre 1926 noch ein Schnellzugpaar Zürich–Chiasso und zurück bespannt hatten, tauchten sie 1928 am Gotthard nicht mehr auf. Als einzigen Schnellzug bespannten sie zwischen Schaffhausen und Zürich noch den Zug 164 Berlin–Milano. Sonst oblag ihnen nur noch die Führung von Personen- und Güterzügen im Kreis III (Ostschweiz).
1928/1929 war die letzte Fahrplanperiode mit ausschliesslicher Führung der Schnellzüge am Gotthard durch Be 4/6 und Be 4/7. Ein Jahr später führte bereits eine Zürcher Ae 4/7 das erste Schnellzugpaar nach Chiasso und zurück.
Die anscheinend schlechte Auslastung der Be 4/6 des Kreises II (Nord-/Zentral-/Südschweiz) mit 28 Maschinen und nur 15 eingeteilten Diensten täuscht. Auf der Gotthardstrecke musste eine grosse betriebliche Reserve für Extrazüge, Doppelführungen und Vorspannleistungen vorhanden sein. Die eingeteilten Dienste kamen dabei auf eine tägliche Laufleistung von 463 km. Dies war mehr als das Doppelte der Zürcher Lokomotiven.
Auch die Oltner Lokomotiven kamen mit der Führung von fast ausschliesslich Güterzügen zwischen Thun, Basel und Zürich auf tägliche Laufleistungen von 369 km. Die zwei Luzerner Dienste bestanden aus der Führung von zwei Güterzügen nach Olten und eines Schnellzugpaares nach Chiasso und zurück. Die Luzerner Dienste kamen auf eine mittlere Tagesleistung von 337 km.
Im Mai 1938 präsentierte sich die Depotzuteilung wie nachfolgend gezeigt.
| Nummern     | Depots     | eingeteilte Dienste |
| ----------- | ---------- | ------------------- |
| 12303       | Bern       | 1                   |
| 12304–12314 | Zürich     | 8                   |
| 12315–12319 | Olten      | 5                   |
| 12320–12322 | Luzern     | 2                   |
| 12323–12328 | Bellinzona | 4                   |
| 12329–12342 | Erstfeld   | 8                   |

Den hochqualifizierten Verkehr am Gotthard hatten die Ae 4/7, Ae 8/14 11801 und Ae 8/14 11851 übernommen.
Die Be 4/6 des Depots Bellinzona beförderten Personenzüge, Nahgüterzüge und waren im Vorspanndienst tätig. Sie erreichten Tagesleistungen von bis zu 545 km. Eine Lokomotive verkehrte nur zwischen Bellinzona und Locarno. Eine zweite führte von Chiasso aus Personenzüge nach Bodio.
Die Erstfelder Maschinen führten Personenzüge Luzern–Chiasso und leisteten Vorspann- und Zwischendienst am Gotthard. Weiter führten sie Züge zwischen Luzern und Sempach und Wolhusen. Mit der Führung des Zuges 60 zwischen Luzern und Erstfeld war ihnen noch ein Schnellzug verblieben.
Die beiden Luzerner Dienste bestanden hauptsächlich aus der Führung von Güterzügen nach Olten und Langnau. Die Oltner Maschine führten weiter meistens Güterzüge nach Bern, Basel, Biel und Zürich.
Verteilung und Einsatz änderten sich in den folgenden Jahren kaum. 1957 etwa zeigte sich folgendes Bild:
| Nummern     | Depots     |
| ----------- | ---------- |
| 12303–12320 | Zürich     |
| 12321–12325 | Biel       |
| 12326–12330 | Luzern     |
| 12331–12342 | Bellinzona |

Für die Führung von Zügen im Jura wurden 1955 erstmals Be 4/6 dem Depot Biel zugeteilt. Mit dem vermehrten Auftreten der Ae 6/6 verschwanden 1962 die letzten Be 4/6 vom Gotthard. Sie leisteten nunmehr ausschliesslich Dienst im Flachland. Die Zürcher Lokomotiven wurden nach Winterthur versetzt. 1963 bestand die nachfolgende Verteilung:
| Nummern     | Depots     |
| ----------- | ---------- |
| 12303–12322 | Winterthur |
| 12323–12334 | Biel       |
| 12335–12342 | Luzern     |

Die Nummern 12323–12330 blieben bis zu ihrer Ausmusterung in Biel. Die 12335–12342 folgten ihren Vorgängerinnen im Jahre 1965 nach Winterthur. Ihnen folgten 1967 auch die Nummern 12331–12334. Damit ergab sich dort die grösste Konzentration an Be 4/6 während der ganzen Lebensdauer der Maschinen. Das Ende der Lebensdauer zeichnete sich aber langsam ab. Die Lokomotiven erforderten immer höheren Reparatur- und Instandhaltungsaufwand. Nach der Landesausstellung Expo64 wurde im April 1965 die Nummer 12312 als erste Maschine ausgemustert. Die Nummer 12339 wurde im Februar 1976 als letzte der Serie ausrangiert.
Drei Maschinen blieben erhalten:
Die Be 4/6 12332 war ab 1974 zuerst als Denkmal in Baden aufgestellt. Seit 1982 befindet sie sich im Verkehrshaus der Schweiz in Luzern. Die Nummer 12339 kam im Februar 1976 im Austausch gegen eine Drehstromlokomotive nach Italien. Dort befand sie sich ab 1994 zur Betreuung bei einem privaten Club. Seit dem 18. April 2010 ist diese Lok wieder in der Schweiz und wird durch den Club Swisstrain betreut. Die Nummer 12320 verliess am 25. Juli 1975 nach einer Hauptrevision die Hauptwerkstätte Bellinzona. Äusserlich wurde sie wieder ungefähr in ihren ursprünglichen Zustand zurückversetzt. Sie erhielt auch ihren ursprünglichen rotbraunen Anstrich wieder. Seither befindet sie sich im Depot Winterthur und wird von Zeit zu Zeit für leichte Einsätze auf die Strecke geschickt.
Dass die Lokomotivserie ohne grössere Umbauten 45 bis 55 Dienstjahre hinter sich brachte, zeigt die Bewährung der Konstruktion, die ohne grosse Erfahrung mit Prototypen entworfen und gebaut werden musste.
Von der äusseren Erscheinung her konnte man die Lokomotive für damalige Verhältnisse durchaus als elegant bezeichnen. Die Laufeigenschaften waren aber eher mässig. Die Lokomotive zeichnete sich durch ein mehr oder weniger heftiges vertikales Schütteln aus. Dazu kam im Führerständ Seite I noch der Lärm der Ölpumpe. Die Lokomotive war deshalb beim Personal nur mässig beliebt. Insbesondere war man gar nicht erfreut, wenn man mit ihr eine ganze Tagesleistung zu erfüllen hatte.

### Unfälle
- 23. April 1924; beim Eisenbahnunfall von Bellinzona waren neben der Be 4/7 12502 auch drei Be 4/6 mitbeteiligt, dies waren die Nummern 12322, 12329 und 12342.

- 13. August 1931; im Bahnhof Wangen bei Olten kommt es bei der Durchfahrt Güterzuges 604, der von der Be 4/6 Nr. 12320 geführt wurde, zu einer Kollision mit einem rangierenden Zug. Dies, weil die den Stückgüterzug 5345 rangierende Ae 3/6 I eine Weiche aufschnitt und so in die Fahrstrasse des 604 gelangte. Es entstand grosser Sachschaden.[2]

- 13. Dezember 1932; Eisenbahnunfall von Luzern im Gütschtunnel, war die Be 4/6 12335 mitbeteiligt.

- 8. September 1934; die Be 4/6 12338 fuhr bei Immensee in eine durch ein Unwetter verursachte Schlammlawine.[2]

- 17. Juni 1943; im Bahnhof Bellinzona San Paolo stossen die Be 4/6 12329 und die Ce 6/8 III 14301 zusammen.[2]

- 1. Februar 1952; bei der Durchfahrt durch den Bahnhof Zürich Altstetten entgleiste die Be 4/6 12321 zusammen mit mehreren Wagen. Entgleisungsursache war eine defekte Weiche.[2]

- 30. Mai 1954; Frontalkollision im damals noch einspurigen Abschnitt der Gotthardstrecke zwischen Claro und Castione-Arbedo. Beteiligt waren die Be 4/6 12339 und die Ae 4/6 10802.[2]

- 25. Juni 1958; bei Lavorgo kollidierte der sich auf Bergfahrt befindliche Güterzug 861 mit einem im entgegenkommenden Güterzug 832 entgleisten Güterwagen, der Blechrollen geladen hatte. Als Vorspannlok war die 4/6 12342 zusammen mit der ihr folgenden Be 6/8 III 13301 eingesetzt.[2]

## Galerie

Be 4/6 12341 auf dem Typenblatt der SLM
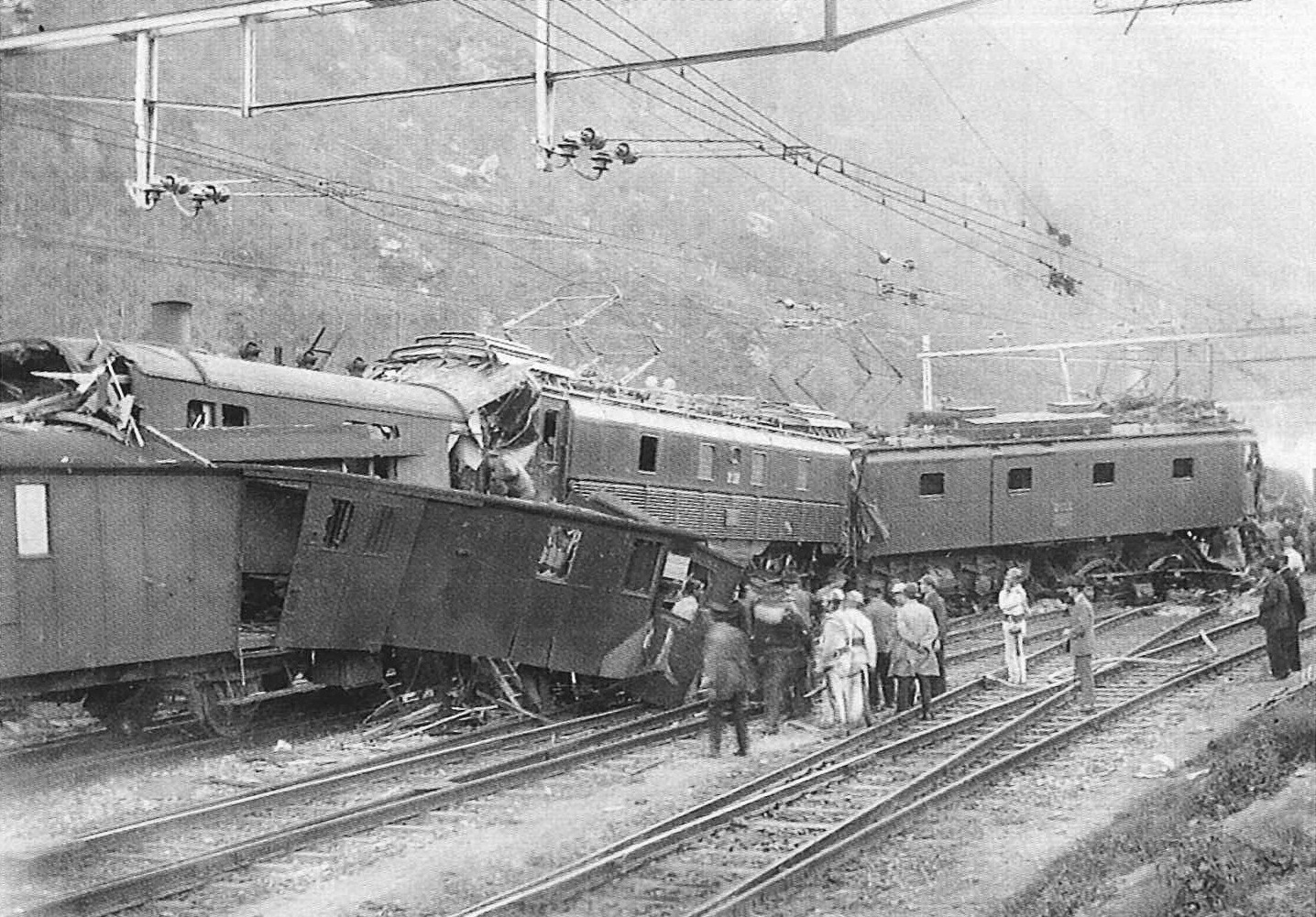
Eisenbahnunfall in Bellinzona, 23. April 1924
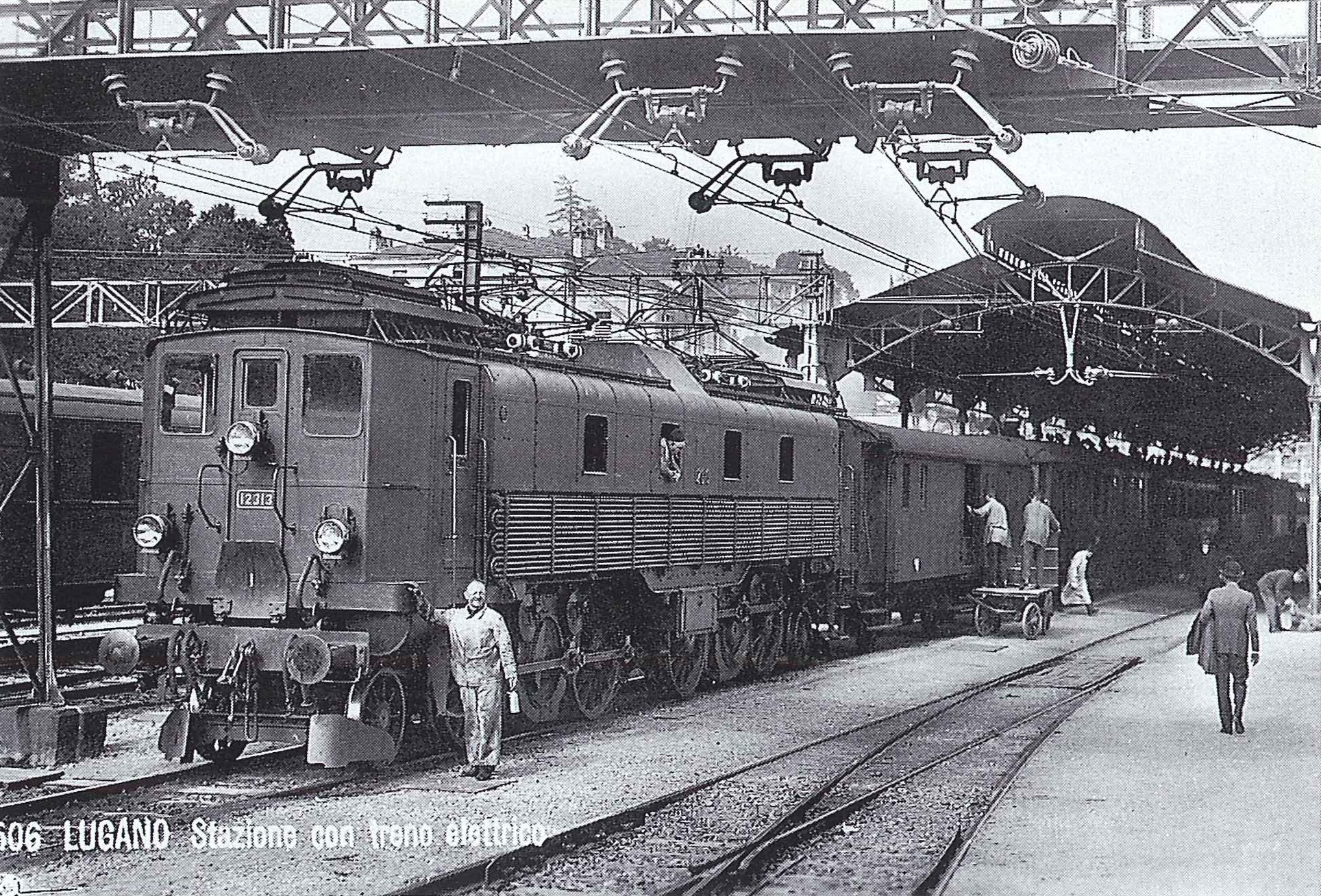
Be 4/6 12313, Lugano, 1925
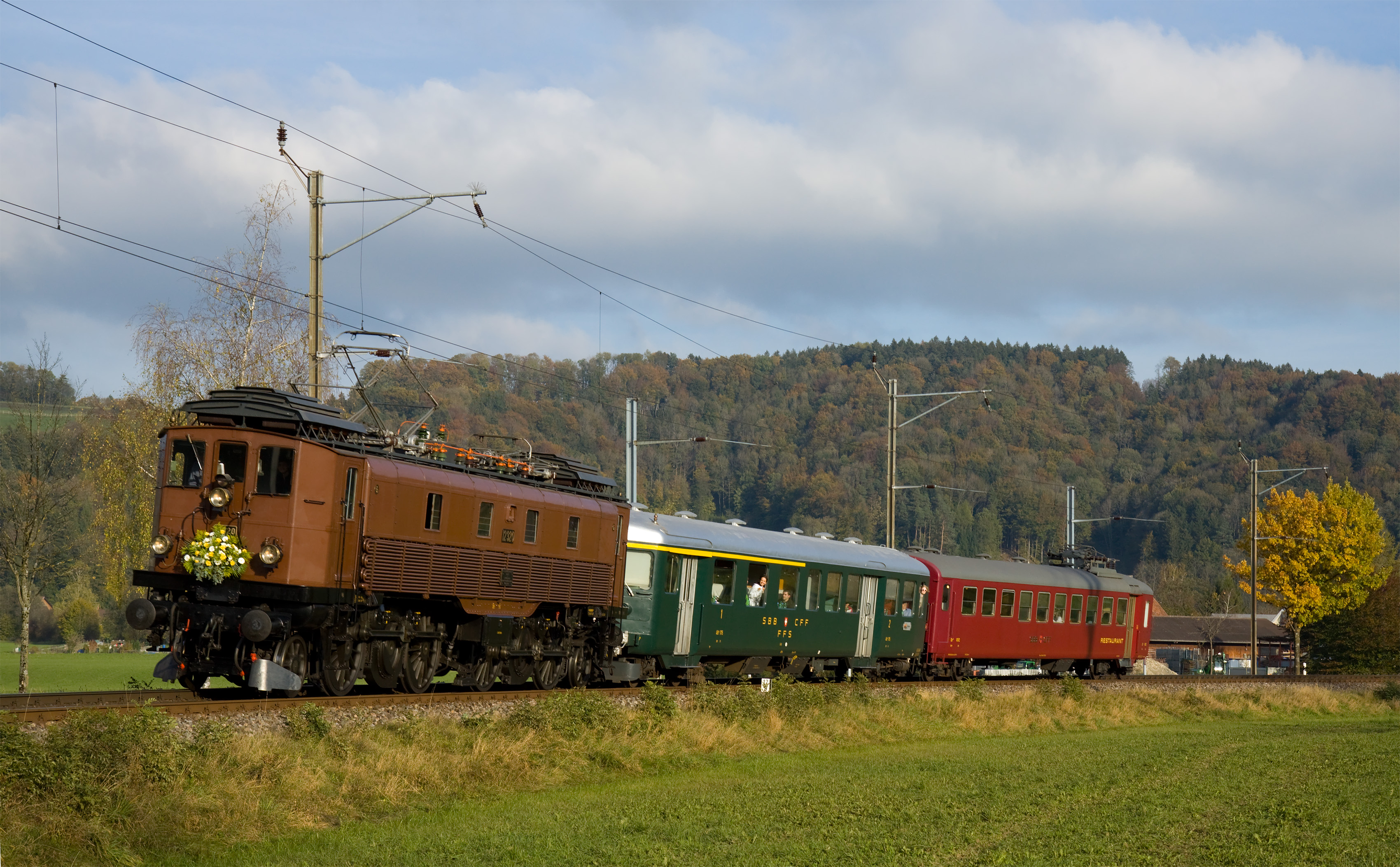
Be 4/6 12320 zwischen Rämismühle-Zell und Rikon
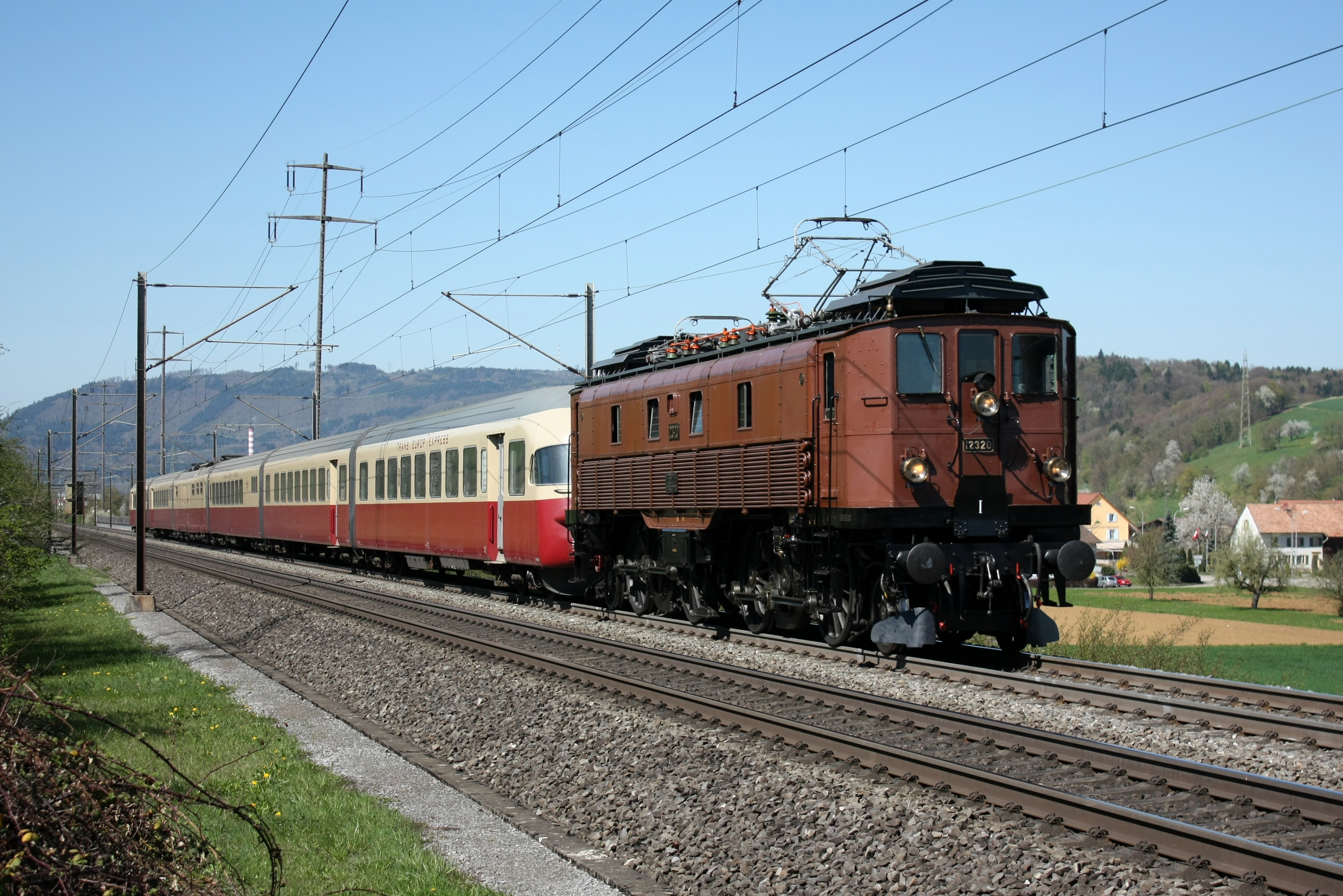
Be 4/6 12320 zieht den RAe TEE II 1053
Die beschädigte Frontpartie der Be 4/6 12339 von der Kollision zwischen Castione und Claro
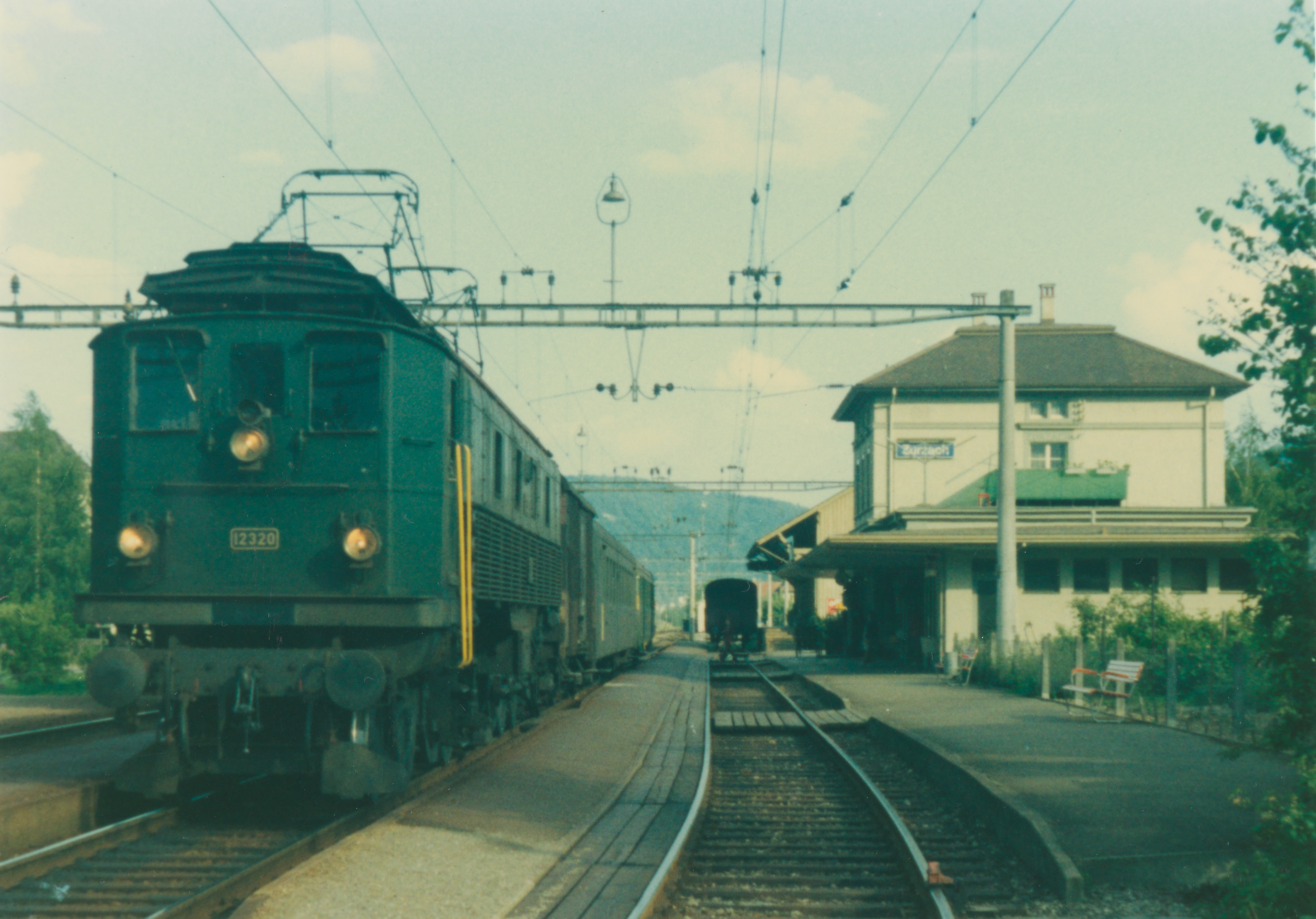
Be 4/6 12320 in Zurzach (1975)